# Dorstenia scaphigera
Dorstenia scaphigera là một loài thực vật có hoa trong họ Moraceae. Loài này được Bureau mô tả khoa học đầu tiên năm 1895.